# Pimpinella purpurea
Pimpinella purpurea là một loài thực vật có hoa trong họ Hoa tán. Loài này được (Franch.) H. Boissieu miêu tả khoa học đầu tiên năm 1906.